# Черноок
Черноо́к (болг. Черноок) — село у Варненській області Болгарії. Входить до складу общини Провадія.

## Населення
За даними перепису населення 2011 року у селі проживали 268 осіб.
Національний склад населення села:
| Національність   | Кількість осіб | Відсоток |
| ---------------- | -------------- | -------- |
| турки            | 222            | 83,1%    |
| болгари          | 45             | 16,9%    |
| цигани           | 0              | 0%       |
| інша             | 0              | 0%       |
| не визначились   | 0              | 0%       |
| Всього відповіли | 267            |          |

Розподіл населення за віком у 2011 році:
Динаміка населення: